# Lucien Pélissou
 (janvier 2014).
Lucien Pélissou, né à Graulhet (Tarn) le 7 août 1920 et décédé à Albi (Tarn) le 27 novembre 2007, est un résistant français dont le nom de code était « Lulu ».

## Biographie

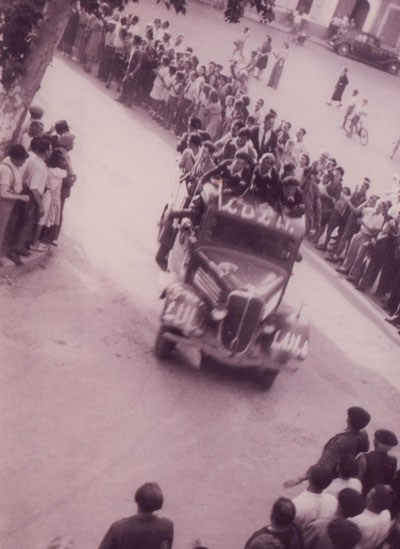
Retour des maquisards à Graulhet après l'attaque de la caserne d'Albi

Lucien Pélissou est le fils de Noël Pélissou, ancien maire socialiste de Graulhet destitué par l'administration du maréchal Pétain en 1940. Noël Pélissou, alias « Gustave », était responsable du groupe Veny (réseau résistant socialiste) du Tarn, zone de Graulhet.

« Lulu » s'occupait des relations entre les groupes Veny du Lot et du Tarn.

Le département du Tarn était découpé en cinq zones d'opérations de la résistance, chacune ayant son chef de secteur. Graulhet était dans la zone C. 
Le commandement militaire était assuré par le capitaine Cartier (dit « Nîmes »).
Il était ami et compagnon d'arme de Paul Auriol (fils de Vincent Auriol, ancien président de la République), que la famille Pélissou a caché à plusieurs reprises pendant la guerre.
Lucien Pélissou a commandé le groupe d'attaque « Lulu » de la caserne Lapérouse d'Albi. Le 18 août 1944, ce groupe de 30 maquisards connait de lourdes pertes, 7 morts et 3 blessés.
Le 19 août les Allemands quittent la ville d'Albi en direction de Castres.

## Décorations
Il a été nommé au grade de chevalier de la Légion d'honneur en mars 1966, par Georges Spénale, en tant que lieutenant de réserve de l'armée de l'air.
Croix de guerre étoile d'argent en 1945, Médaille de la résistance en 1946.